# سيمون بيرني
سيمون بيرني (بالإنجليزية: Simon Burney)‏ هو دراج بريطاني، ولد في 1952.